# Bruno Heller
Bruno Heller (Londres, 13 de enero de 1960) es un guionista británico. Sus trabajos más destacados son las series de televisión Roma (de HBO), El mentalista (de CBS), Gotham (de Fox) y Pennyworth (de Epix).

## Vida y carrera
Heller nació y creció en Londres, Inglaterra, con tres hermanos; una de ellos es la novelista Zoë Heller. Es hijo de Caroline (de apellido de soltera Carter) y Lukas Heller, un exitoso guionista. Su padre era alemán judío y su madre, inglesa, era cuáquera. Su madre tuvo un papel decisivo en la campaña "Salva el Transporte de Londres" del Partido Laborista.
Antes de aventurarse en su carrera como escritor, Bruno Heller se graduó en la Universidad de Sussex en Brighton, y estuvo trabajando en varios proyectos televisivos, convirtiéndose con el tiempo en un exitoso operador de sonido.
Heller haría su debut como guionista en 1994 con la película portuguesa Pax, que tuvo como protagonista a Amanda Plummer. Tras el lanzamiento europeo de esta película, Heller se mudó a Los Ángeles en 1997. Luego, comenzó a trabajar en dos proyectos televisivos para USA Network: Touching Evil y The Huntress, antes de ser uno de los creadores de la serie Roma. Heller trabajó luego en la serie de la CBS El mentalista, y en la serie de Fox Gotham, que él creó y de las que es guionista. 
- Datos: Q965484
- Multimedia: Bruno Heller / Q965484